# Wax (surf)
 (décembre 2023).
Si vous disposez d'ouvrages ou d'articles de référence ou si vous connaissez des sites web de qualité traitant du thème abordé ici, merci de compléter l'article en donnant les références utiles à sa vérifiabilité et en les liant à la section « Notes et références ».
Pour les articles homonymes, voir Cire et Wax.
La wax ou surf wax (de l'anglais, « cire »), parfois dénommée cire, est un produit spécifique pour la pratique du surf, composé de cire naturelle ou d'autres substances (paraffine, résine), utilisé sur la surface supérieure des planches de surf afin de la rendre anti-dérapante.

## Composition
La wax est généralement composée d'un mélange de paraffine et de cire d'abeille parfois parfumé artificiellement (au coco par exemple). Il existe différentes variétés de wax adaptées à la températures de l'eau dans laquelle se pratique le sport de glisse.

## Application

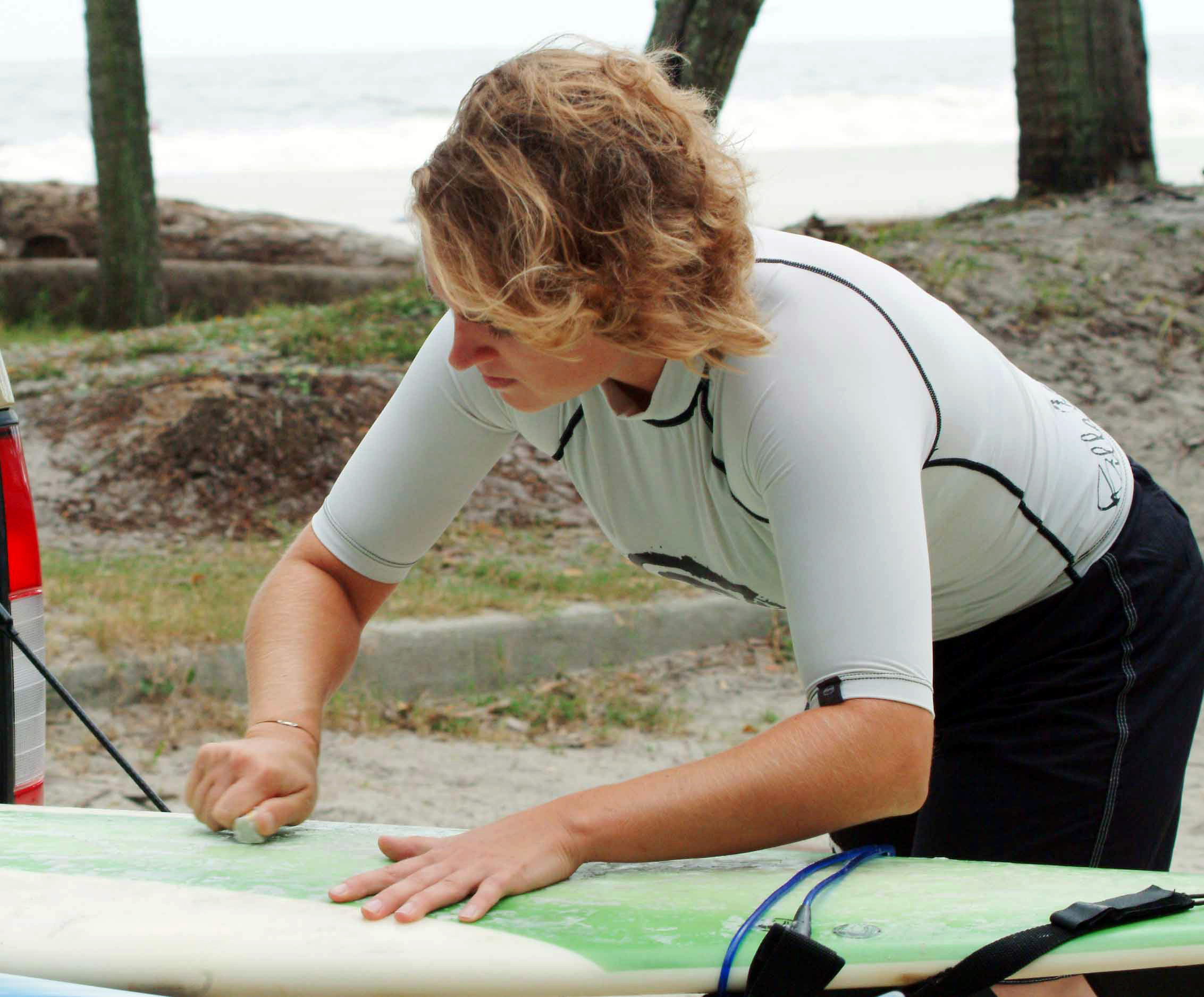
Une surfeuse cirant sa planche avec un bout de wax.

La wax s'achète sous forme de pains solides de la taille d'une savonnette. On enduit par frottements la face supérieure de la planche.
Un travail au frais permet d'éviter que la wax ne fonde ; parfois on la refroidit pour obtenir de meilleurs résultats.

## Entretien

Représentation d'un peigne à wax (wax comb, en anglais) avec un ouvre bouteille.

Afin de conserver ses qualités antidérapantes, la couche de wax doit être régulièrement grattée avec un peigne à wax. Cette manipulation a pour but de graver des sillons et de favoriser ainsi l'adhérence du surfeur.

## Nettoyage
La wax se retire avec une spatule en plastique. La wax peut être ramollie par chauffage au soleil ou au sèche-cheveux.
Un solvant léger est utilisé à l'aide d'un chiffon pour nettoyer les dernières traces de wax sur la planche.

## Température
Il existe un large éventail de wax adaptées à tous les climats que le surfeur peut rencontrer. Pour exploiter au mieux l'adhérence offerte par la cire, il est donc important de choisir celle qui convient : une cire « chaude » dans une eau trop froide sera dure et glissante, à l'opposé une cire froide dans de l'eau chaude deviendra molle et collante.

## Remarques
- La wax et son usage ne doivent pas être confondus avec le fart utilisé par les skieurs. Appliqué sur la surface inférieure des skis, il sert à améliorer leur glisse dans la neige.

- La marque populaire « Mr Zogs » appelle ce produit « Sex Wax ». Cette dénomination illustre simplement le côté contre-culture du surf des années 1970. Il ne s'agit bien entendu en aucun cas d'un lubrifiant sexuel .Elle est parfumée et colorée avec des arômes artificiels (banane, noix de coco, fraise...etc.) qui n'ont absolument aucune utilité pratique mais signent ce produit emblématique, souvent imité.
- Certains surfeurs utilisent plusieurs cires sur la même planche pour obtenir la consistance idéale. Plusieurs marques proposent une combinaison de cires dans ce but : une cire sert de sous-couche (« base wax »), une autre sert à faire des boulettes (« bumps ») sur la sous-couche, pour une adhérence optimale.
- Certains surfers, récemment sensibilisés à l'environnement, fabriquent leur propre wax, à l'aide de cire d'abeille et de résine de pin. C'est également la tendance au Do It Yourself dans le surf des années 2000.